# Simon Hjalmarsson
Simon Hjalmarsson (ur. 1 lutego 1989 w Värnamo) – szwedzki hokeista, reprezentant Szwecji.
Jego bracia Erik (ur. 1983) i Gustav (ur. 1986) także zostali hokeistami.

## Kariera
- Gislaveds SK J20 (2004–2005)
- Frölunda J18 (2005–2007)
- Frölunda J20 (2005–2009)
  -  Gislaveds SK (2006)
  -  Frölunda HC (2008)
  -  Borås HC (2008–2009)
- Rögle BK (2009–2010)
- Luleå HF (2010–2012)
- Linköping HC (od 2012)
- Columbus Blue Jackets (2014)
- CSKA Moskwa (2014-2016)
- Frölunda HC (2016-)
- EC Graz 99ers (2021-2022)
- Vaasan Sport (2022-)
  -  Rögle BK (2023)

Wychowanek klubu Gislaveds SK. Od kwietnia 2013 zawodnik Linköping. Od czerwca 2014 zawodnik Columbus Blue Jackets. W klubie nie zagrał w 2014, po czym w połowie października 2014 prawa w ramach ligi odkupił klub CSKA Moskwa od Sibiru, a pod koniec tego miesiąca został zawodnikiem drużyny CSKA. Od czerwca 2016 zawodnik Frölunda HC. W maju 2017 prawa zawodnicze w ramach KHL nabył od CSKA klub Nieftiechimik Niżniekamsk. W maju 2021 został zaangażowany w austriackim klubie EC Graz 99ers. W kwietniu 2022 został zatrudniony w fińskim Vaasan Sport, gdzie w grudniu tego roku przedłużył umowę o dwa lata. W połowie lutego 2023 wypożyczony do Rögle BK.
Uczestniczył w turnieju mistrzostw świata w 2013, 2014, 2015

## Sukcesy
Reprezentacyjne
- Złoty medal mistrzostw świata juniorów do lat 18: 2007
- Srebrny medal mistrzostw świata juniorów do lat 20: 2008
- Złoty medal mistrzostw świata: 2013
- Brązowy medal mistrzostw świata: 2014

Klubowe
- Trzecie miejsce w European Trophy: 2011 z Luleå
- Puchar Kontynentu: 2015 z CSKA Moskwa
- Brązowy medal mistrzostw Rosji: 2015 z CSKA Moskwa

Indywidualne
- Sezon Allsvenskan 2008/2009:
  - Pierwsze miejsce w klasyfikacji asystentów w sezonie zasadniczym wśród juniorów: 19 asyst
- Sezon Svenska hockeyligan (2013/2014):
  - Trzecie miejsce w klasyfikacji strzelców w sezonie zasadniczym: 27 goli
  - Czwarte miejsce w klasyfikacji asystentów w sezonie zasadniczym: 30 asyst
  - Czwarte miejsce w klasyfikacji kanadyjskiej w sezonie zasadniczym: 57 punktów